# مارکینچ
مارکینچ (به انگلیسی: Markinch) یک شهرک در اسکاتلند است که در فایف واقع شده‌است. مارکینچ ۲٬۴۲۰ نفر جمعیت دارد.